# 勾陳增一
HD 216446，又名BD+82 703，SAO 3794、HR 8702，是一颗恒星，视星等为4.74，位于銀經119.16，銀緯21.21，其B1900.0坐标为赤經22h 47m 52.7s，赤緯+82° 21.21′ 24″。